# Tomáš Zápotočný
Tomáš Zápotočný (né le 13 septembre 1980 à Příbram) est un ancien footballeur international tchèque.

## Palmarès
Championnat de Turquie :
- - Champion (1) : 2010